# Lintneria
Lintneria este un gen de molii din familia Sphingidae. 

## Specii
- Lintneria arthuri (Rothschild, 1897)
- Lintneria aurigutta (Rothschild & Jordan, 1903)
- Lintneria balsae (Schaus, 1932)
- Lintneria biolleyi (Schaus, 1912)
- Lintneria ermitoides (Strecker 1874)
- Lintneria eremitus (Hübner, 1823)
- Lintneria geminus (Rothschild & Jordan, 1903)
- Lintneria istar (Rothschild & Jordan  1903)
- Lintneria justiciae (Walker 1856)
- Lintneria lugens (Walker 1856)
- Lintneria maura (Burmeister 1879)
- Lintneria merops (Boisduval 1870)
- Lintneria phalerata (Kernbach 1955)
- Lintneria pitzahuac (Mooser 1948)
- Lintneria porioni (Cadiou 1995)
- Lintneria praelongus (Rothschild & Jordan  1903)
- Lintneria pseudostigmatica (Gehlen 1928)
- Lintneria separatus (Neumoegen 1885)
- Lintneria smithi (Cadiou 1998)
- Lintneria tricolor (Clark 1923)
- Lintneria xantus (Cary 1963)

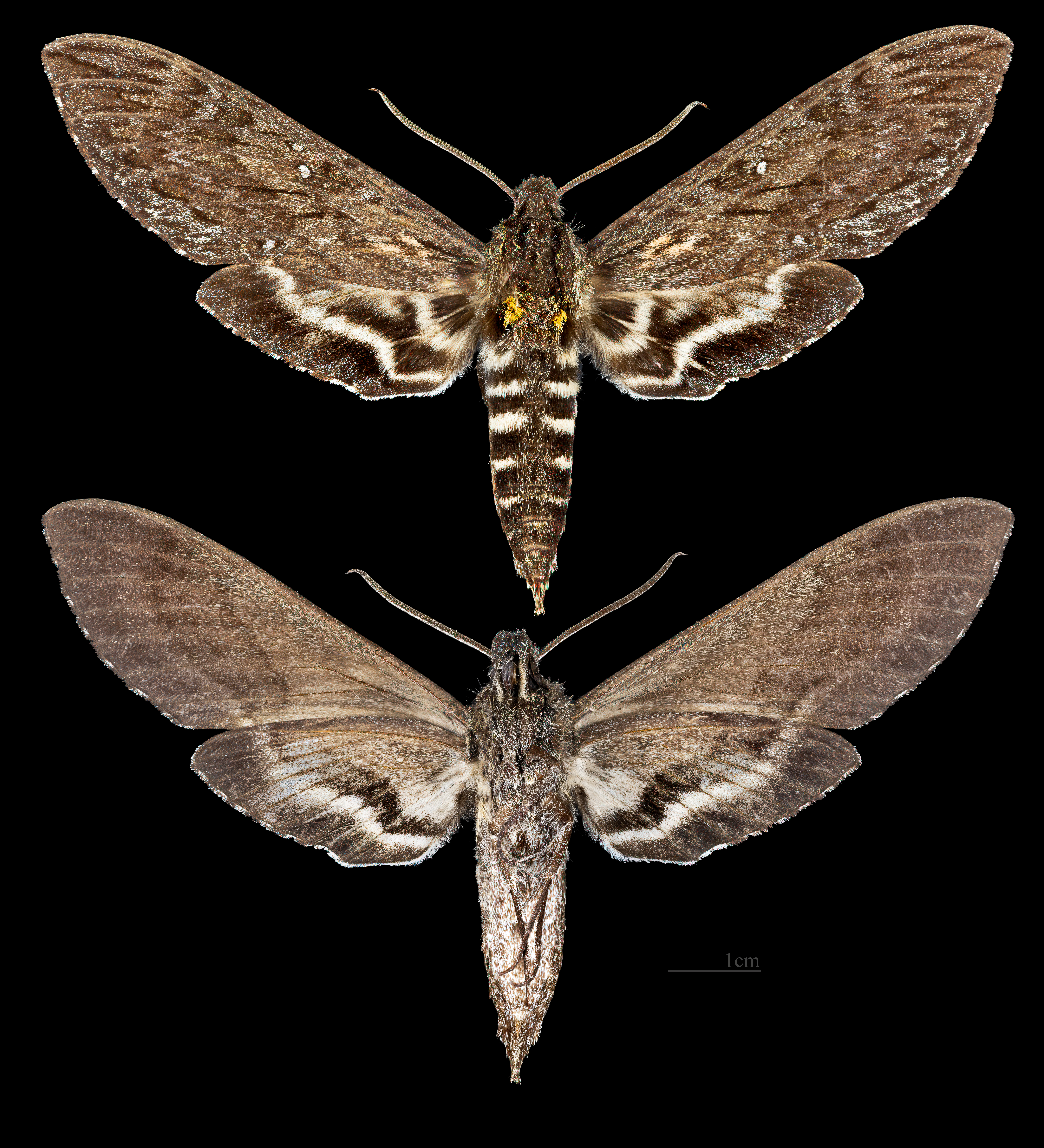
Lintneria aurigutta
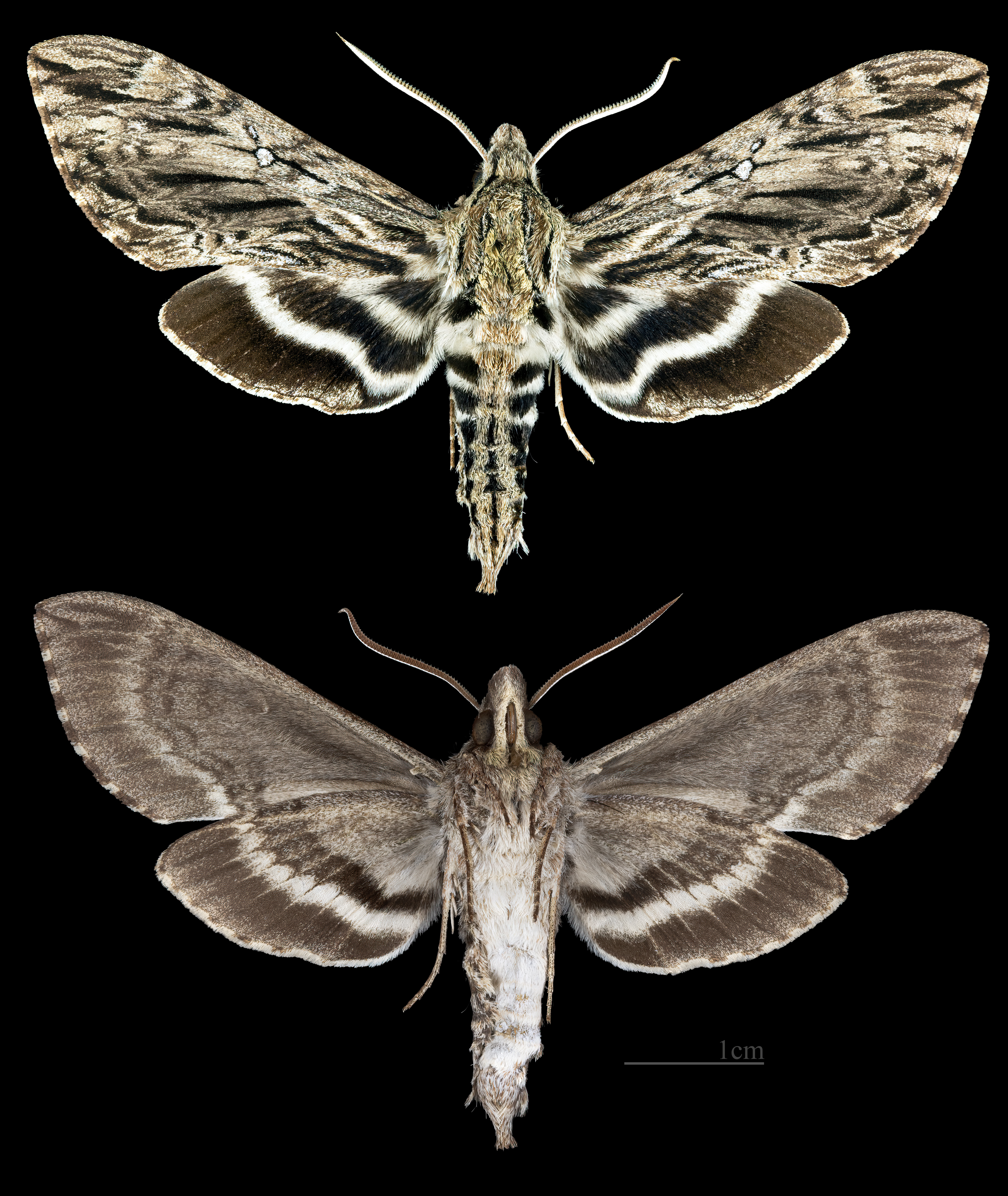
Lintneria eremitus
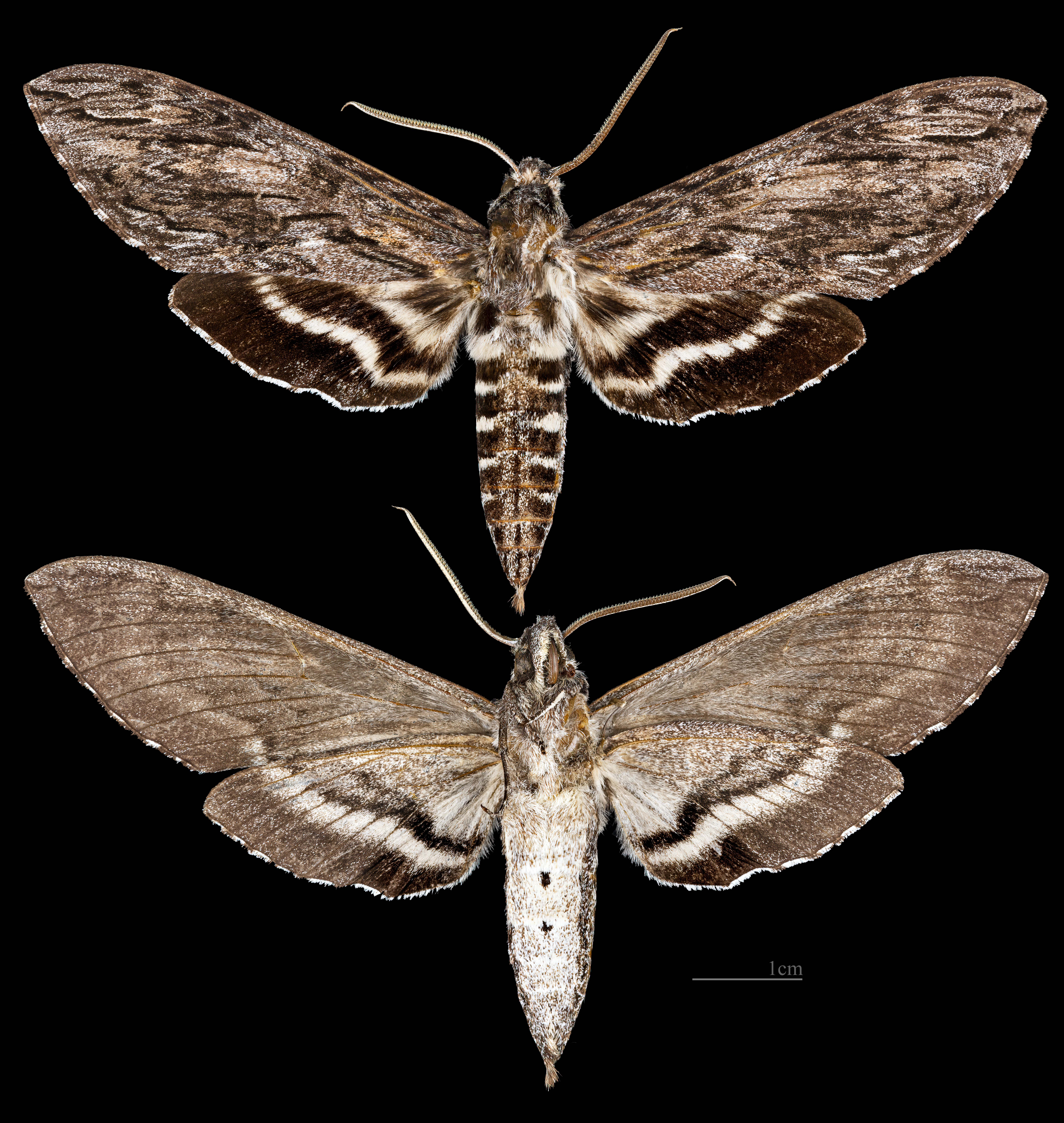
Lintneria lugens
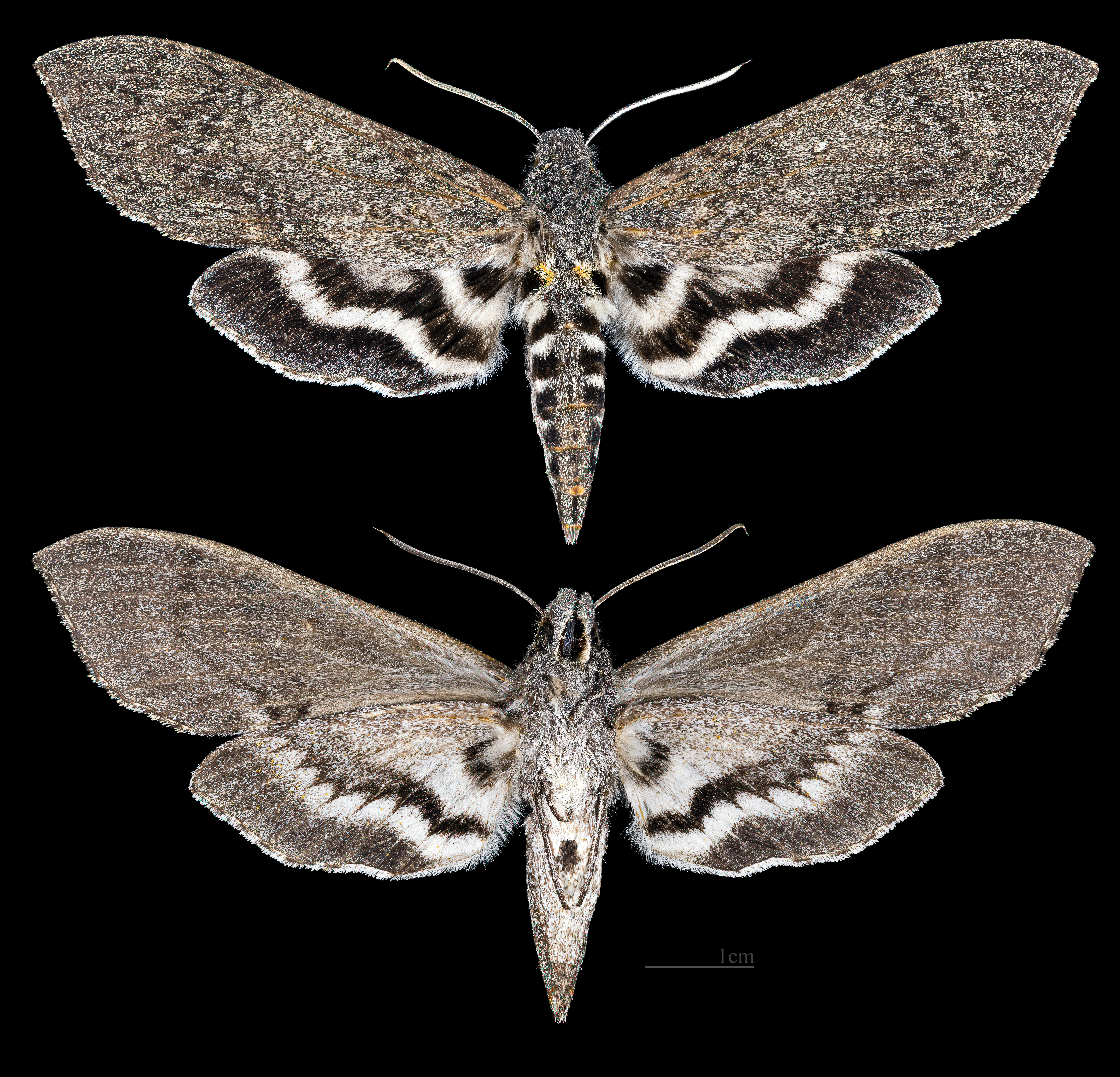
Lintneria maura
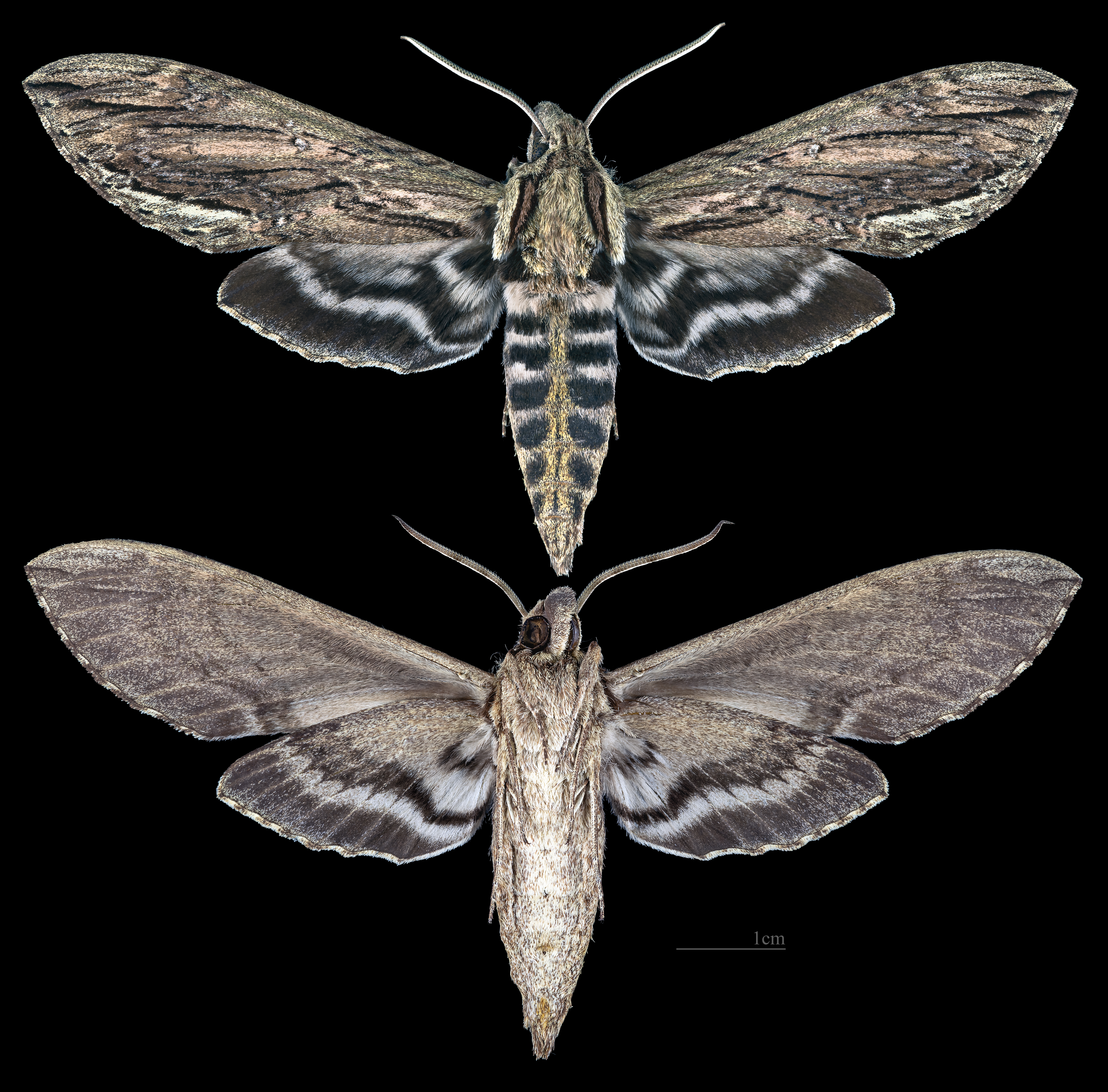
Lintneria merops
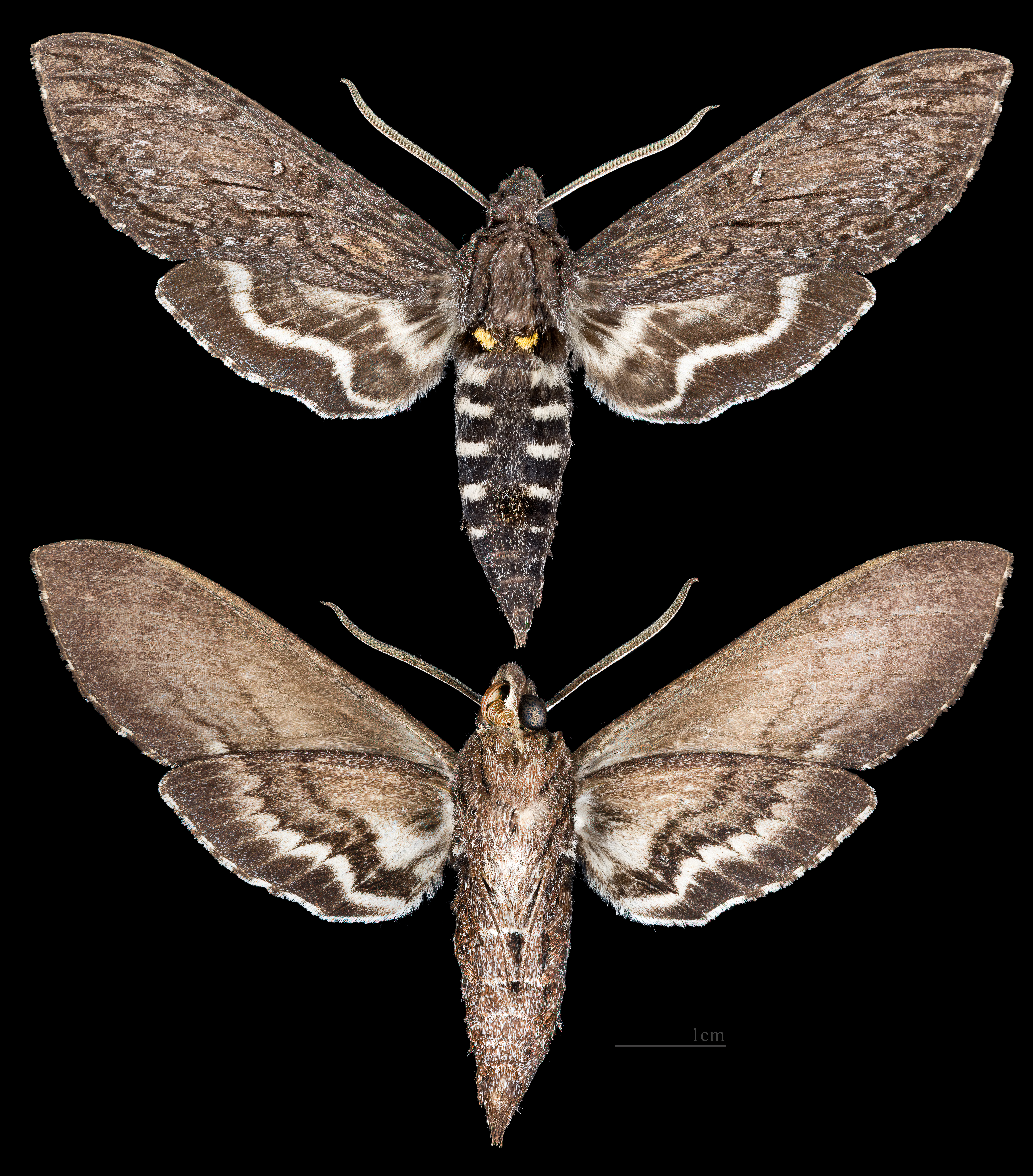
Lintneria phalerata
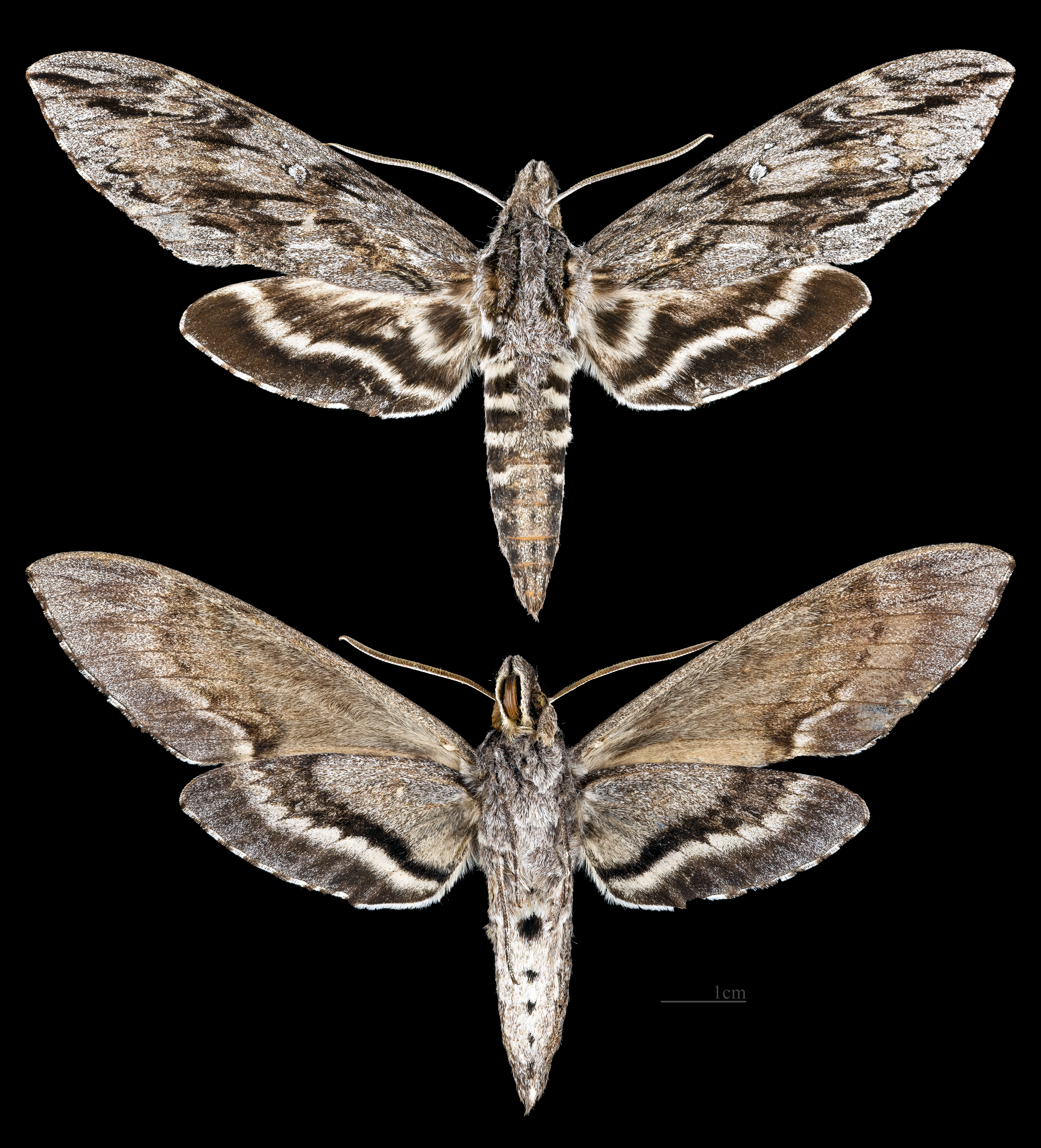
Lintneria praelongus
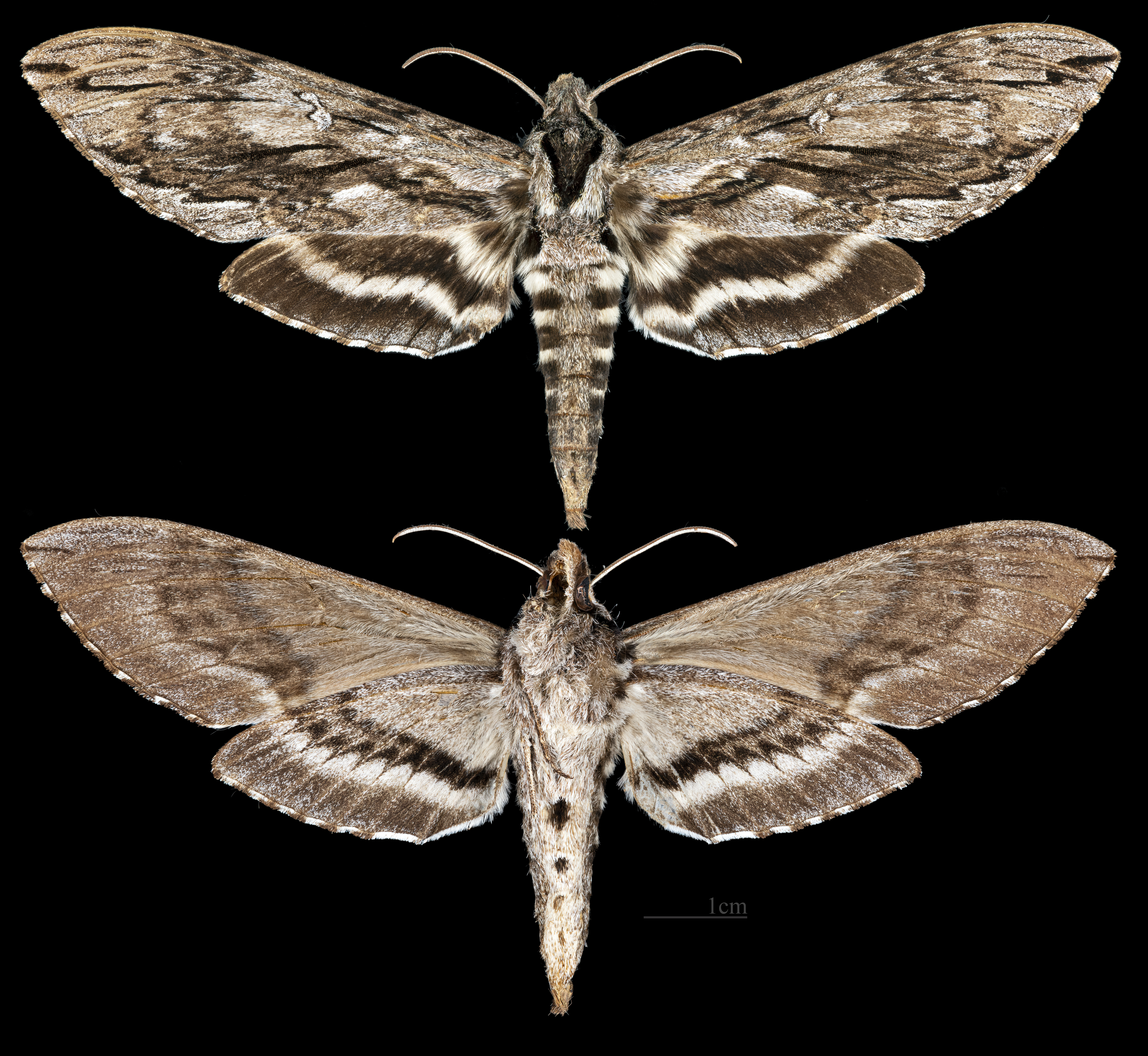
Lintneria separatus